# ヨハン・ヤーコプ・レーヴェ
ヨハン・ヤコブ・レーヴェ（Johann Jacob Löwe, 1629年 - 1703年）は、ドイツの作曲家、オルガニスト。

## 生涯
ウィーン出身。1652年よりハインリヒ・シュッツに師事し、1655年にシュッツの推薦でヴォルフェンビュッテル侯の宮廷楽長に就任した。1663年から1665年までザクセン＝ツァイツ公の宮廷楽長を務めた後、1682年にリューネブルクの聖ニコライ教会のオルガニストとなり、その死まで職にあった。

## 作品
- オペラ『アメリンデ』（1657）
- シンフォニア、イントラーダ、ガリアルド、アリア、バレエ、クーラント、サラバンド - 3声から5声の楽器と通奏低音のための（1658）
- オペラ『オルフェウス』（1659）
- 新しい宗教的協奏曲集（1660）
- ソナタ、カンツォーナ、カプリッチョ - 2つの楽器と通奏低音のための（1664）
- オペラ『アンドロメダ』（台本はアントン・ウルリヒ[1][2]）